# Darcy Graham
Pour les articles homonymes, voir Graham.
Pas d'image ? Cliquez ici

a Compétitions nationales et continentales officielles uniquement.

b Matchs officiels uniquement.
Dernière mise à jour le 30 septembre 2023.
Darcy Graham, né le 21 juin 1997 à Hawick (Écosse), est un joueur écossais de rugby à XV évoluant au poste d'ailier ou d'arrière (1,76 m pour 84 kg). Il joue au sein de la franchise d'Édimbourg Rugby dans le Pro 12 depuis 2017.

## Carrière

### En club
Darcy Graham a évolué pour l'équipe d'Hawick rugby club en junior, disputant même la finale de la Coupe écossaise à l'âge de 17 ans.
Après avoir été un joueur de la Scottish Rugby Academy, Darcy Graham a signé avec Édimbourg rugby en 2017 sur un contrat professionnel de deux ans.
Il dispute son premier match avec l'équipe professionnelle le 9 décembre 2017 en Challenge européen face au London Irish (victoire 50 à 20) et il y inscrit son premier essai en match professionnel. Durant sa première saison, il dispute 3 matchs de Pro 14 et 4 matchs de Challenge européen.
Durant la saison 2018-2019, il dispute 12 matchs de championnat et inscrit 5 essais. Il dispute également 7 matchs de Champions Cup en y inscrivant 2 essais.
Il commence sa saison 2019-2020 le 6 décembre 2019 en Challenge européen face au London Wasps en raison de sa participation à la Coupe du monde 2019. Le 18 janvier 2020, lors de la 6e journée de Challenge européen, il inscrit 4 essais face au SU Agen. Il dispute 2 matchs de Championnat et 4 matchs de Challenge européen jusqu'en janvier 2020 et l'arrêt de la saison en raison de la pandémie de Covid-19. La saison reprend en août 2020 où il dispute 2 matchs de championnat et un match de Challenge européen.
Durant la saison 2020-2021, il dispute 4 matchs de championnat, inscrivant un essai, et 2 matchs de Champions Cup.
Durant la saison 2021-2022, il dispute 9 matchs de championnat et inscrit 4 essais. Il joue également 2 matchs de Challenge européen.
Durant la saison 2022-2023, il dispute 9 matchs de championnat et inscrit 11 essais. Il joue également un match de Champions Cup.

### En équipe nationale
Il a obtenu sa première cape internationale le 3 novembre 2018 à l’occasion d’un match contre l'équipe du pays de Galles à Cardiff (pays de Galles).
Le 16 août 2023, il fait partie de la liste définitive des 33 joueurs convoqués par Gregor Townsend pour disputer la Coupe du monde 2023. Le 30 septembre 2023, il inscrit 4 essais face à la Roumanie pour le troisième match de poule (victoire 84 à 0).
Au mois de janvier 2024, il est sélectionné pour le Tournoi des Six Nations. Le 21 janvier, le sélectionneur écossais annonce le forfait de Darcy Graham pour au moins les deux premières journées, il est remplacé par Ross McCann (en).

## Statistiques

### En club
| Saison                     | Club                       | Championnat | Championnat | Championnat | Coupe d'Europe               | Coupe d'Europe | Coupe d'Europe |
| Saison                     | Club                       | Compétition | Matches     | Essais      | Compétition                  | Matches        | Essais         |
| -------------------------- | -------------------------- | ----------- | ----------- | ----------- | ---------------------------- | -------------- | -------------- |
| 2017-2018                  | Édimbourg Rugby            | Pro14       | 3           | 0           | Challenge européen           | 4              | 2              |
| 2018-2019                  | Édimbourg Rugby            | Pro14       | 12          | 5           | Coupe d'Europe               | 7              | 2              |
| 2019-2020                  | Édimbourg Rugby            | Pro14       | 4           | 3           | Challenge européen           | 5              | 4              |
| 2020-2021                  | Édimbourg Rugby            | Pro14       | 4           | 1           | Coupe d'Europe               | 2              | 0              |
| 2021-2022                  | Édimbourg Rugby            | URC         | 9           | 4           | Challenge européen           | 2              | 0              |
| 2022-2023                  | Édimbourg Rugby            | URC         | 9           | 11          | Champions Cup                | 1              | 0              |
| 2023-2024                  | Édimbourg Rugby            | URC         | 0           | 0           | Challenge Cup                | 0              | 0              |
| Sous-total Édimbourg Rugby | Sous-total Édimbourg Rugby | Pro14/URC   | 41          | 24          | Challenge européen/Cup       | 11             | 6              |
| Sous-total Édimbourg Rugby | Sous-total Édimbourg Rugby | Pro14/URC   | 41          | 24          | Coupe d'Europe/Champions Cup | 10             | 2              |

### En équipe nationale
| Année | Compétition                 | Matchs | Points | Essais |
| ----- | --------------------------- | ------ | ------ | ------ |
| 2018  | Test matchs                 | 1      | 0      | 0      |
| 2019  | Tournoi des Six Nations     | 3      | 15     | 3      |
| 2019  | Test matchs                 | 3      | 10     | 2      |
| 2019  | Coupe du monde              | 4      | 0      | 0      |
| 2020  | Tournoi des Six Nations     | 1      | 0      | 0      |
| 2020  | Test matchs                 | 1      | 10     | 2      |
| 2020  | Coupe d'automne des nations | 2      | 0      | 0      |
| 2021  | Tournoi des Six Nations     | 4      | 10     | 2      |
| 2021  | Test matchs                 | 3      | 5      | 1      |
| 2022  | Tournoi des Six Nations     | 5      | 10     | 2      |
| 2022  | Test matchs                 | 6      | 20     | 4      |
| 2023  | Test matchs                 | 2      | 15     | 3      |
| 2023  | Coupe du monde              | 3      | 25     | 5      |
| Total | Total                       | 38     | 120    | 24     |

| Essai | Date              | Lieu                                   | Adversaire       | Compétition                  | Résultat | Score |
| ----- | ----------------- | -------------------------------------- | ---------------- | ---------------------------- | -------- | ----- |
| 1     | 9 mars 2019       | Murrayfield Stadium, Édimbourg         | Pays de Galles   | Tournoi des Six nations 2019 | Défaite  | 11-18 |
| 2     | 16 mars 2019      | Stade de Twickenham, Londres           | Angleterre       | Tournoi des Six nations 2019 | Nul      | 38-38 |
| 3     | 16 mars 2019      | Stade de Twickenham, Londres           | Angleterre       | Tournoi des Six nations 2019 | Nul      | 38-38 |
| 4     | 30 août 2019      | Stade Boris-Paichadze, Tbilissi        | Géorgie          | Test matchs                  | Victoire | 44-10 |
| 5     | 6 septembre 2019  | Murrayfield Stadium, Édimbourg         | Géorgie          | Test matchs                  | Victoire | 36-9  |
| 6     | 23 octobre 2020   | Murrayfield Stadium, Édimbourg         | Géorgie          | Test matchs                  | Victoire | 48-7  |
| 7     | 23 octobre 2020   | Murrayfield Stadium, Édimbourg         | Géorgie          | Test matchs                  | Victoire | 48-7  |
| 8     | 13 février 2021   | Murrayfield Stadium, Édimbourg         | Pays de Galles   | Tournoi des Six nations 2021 | Défaite  | 24-25 |
| 9     | 20 mars 2021      | Murrayfield Stadium, Édimbourg         | Italie           | Tournoi des Six nations 2021 | Victoire | 52-10 |
| 10    | 20 novembre 2021  | Murrayfield Stadium, Édimbourg         | Japon            | Test matchs                  | Victoire | 29-20 |
| 11    | 12 février 2022   | Millennium Stadium, Cardiff            | Pays de Galles   | Tournoi des Six nations 2022 | Défaite  | 17-20 |
| 12    | 12 mars 2022      | Stadio Olimpico, Rome                  | Italie           | Tournoi des Six nations 2022 | Victoire | 33-22 |
| 13    | 13 novembre 2022  | Murrayfield Stadium, Édimbourg         | Nouvelle-Zélande | Test matchs                  | Défaite  | 23-31 |
| 14    | 19 novembre 2022  | Murrayfield Stadium, Édimbourg         | Argentine        | Test matchs                  | Victoire | 52-29 |
| 15    | 19 novembre 2022  | Murrayfield Stadium, Édimbourg         | Argentine        | Test matchs                  | Victoire | 52-29 |
| 16    | 19 novembre 2022  | Murrayfield Stadium, Édimbourg         | Argentine        | Test matchs                  | Victoire | 52-29 |
| 17    | 29 juillet 2023   | Murrayfield Stadium, Édimbourg         | Italie           | Test matchs                  | Victoire | 25-13 |
| 18    | 29 juillet 2023   | Murrayfield Stadium, Édimbourg         | Italie           | Test matchs                  | Victoire | 25-13 |
| 19    | 5 août 2023       | Murrayfield Stadium, Édimbourg         | France           | Test matchs                  | Victoire | 25-21 |
| 20    | 24 septembre 2023 | Allianz Riviera, Nice                  | Tonga            | Coupe du monde 2023          | Victoire | 45-17 |
| 21    | 30 septembre 2023 | Stade Pierre-Mauroy, Villeneuve-d'Ascq | Roumanie         | Coupe du monde 2023          | Victoire | 84-0  |
| 22    | 30 septembre 2023 | Stade Pierre-Mauroy, Villeneuve-d'Ascq | Roumanie         | Coupe du monde 2023          | Victoire | 84-0  |
| 23    | 30 septembre 2023 | Stade Pierre-Mauroy, Villeneuve-d'Ascq | Roumanie         | Coupe du monde 2023          | Victoire | 84-0  |
| 24    | 30 septembre 2023 | Stade Pierre-Mauroy, Villeneuve-d'Ascq | Roumanie         | Coupe du monde 2023          | Victoire | 84-0  |

## Palmarès
- Membre de l'équipe type du United Rugby Championship en 2025.